# Коронація слова — 2004

Логотип конкурсу

На «Коронацію слова — 2004» надійшло 931 роман і 618 кіносценаріїв та п'єс.

## Номінація «Роман»
Лауреати:
- перша премія — Олександр Вільчинський, «Останній герой»
- друга премія — Ярослава Івченко, «Синдром набутого імунітету»
- третя премія — Андрій Кокотюха, «Повзе змія»

Дипломанти:
1. Володимир Лис, «Жінка для стіни»
2. Наталія Очкур, «Учора і завжди»
3. Олександр Шевченко «Аутсайдери»
4. Марина Соколян «Балада для Кривої Варги»
5. Олег Шмід, «Павук»
6. Петро Лущик «Полювання на дрохв»
7. Анна Хома, «Заметіль»

Заохочувальні призи:
1. Надія Гончаровська, «Мандрівник і небо»
2. Ірина Хомин, «Легенда: політ птаха»
3. Анатолій Соломко, «Крутозлам»
4. Володимир Лис, «Графиня»
5. Антоніна Рипунова, «Нащадок художника»
6. Василь Дем'янюк, «Героїчні казки»
7. Леся Демська-Будзуляк, «Жінка з мечем»
8. Марія Матіос, «Щоденник страченої жінки»
9. Ніна Мацебула, «Володар Країни мрій»
10. Марина Павленко[1], «Білосніжка з 6-В» виданий під назвою «Русалонька із 7-В, або Прокляття роду Кулаківських», Видавництво «Теза»[2]

## Номінація «Кіносценарій»
Лауреати:
- перша премія — Ярослава Горбач, «Дума про трьох братів»
- друга премія — Володимир Ткаченко, «Кіт з капустою»
- третя премія — Сергій Мирний, «Пролом»

Дипломанти:
1. Надія Кошман, «Світлячки»
2. Юрій Голіченко, «Єгорка»
3. Наталія Мартиненко, «Будинок з химерами»
4. Василь Сліпчук, «Портрет психа Вереса»
5. Євген Чвіров, «Де ти його знайшов»
6. Ігор Козир, «Окупація»
7. Юрій Ляшенко, Юрій Обжелян, Павло Мовчан, «Маестро Березовський»

Заохочувальні призи:
1. Юлія Джема, «Зачароване місто»
2. Євген Карасійчук, «Розбір польотів»
3. Ігор Устянчук «Таємниця»
4. Анастасія Добровольська, «Синій птах»